# Against the Grain (Album)
Against the Grain ist das fünfte Studioalbum der Punk-Band Bad Religion und wurde im Jahr 1990 veröffentlicht. Für viele gilt dieses Album als die beste Veröffentlichung von Bad Religion und es enthält Songs, die wiederum zu den besten Aufnahmen der Band zählen, wie Anesthesia, Walk Away und Modern Man. Der wohl bekannteste Song 21st Century (Digital Boy) wurde 1994 für das Album Stranger Than Fiction neu aufgenommen. 
Against the Grain ist das letzte Album mit Pete Finestone am Schlagzeug, da sich dieser mehr auf sein Bandprojekt The Fisherman konzentrieren wollte und somit kurz vor dem nächsten Album Generator von Bobby Schayer ersetzt wurde.
Wie alle Alben aus der Frühphase der Band (außer Into the Unknown) wurde Against the Grain im Jahre 2004 in einer digital überarbeiteten Fassung neu veröffentlicht. Allerdings wurde in der Neuauflage als Erscheinungsjahr des Originalalbums fälschlicherweise 1991 angegeben, obwohl es im November 1990 veröffentlicht wurde.

## Titelliste
1. Modern Man – 1:58
2. Turn on the Light – 1:24
3. Get Off – 1:43
4. Blenderhead – 1:12
5. The Positive Aspect of Negative Thinking – 0:57
6. Anesthesia – 3:04
7. Flat Earth Society – 2:23
8. Faith Alone – 3:40
9. Entropy – 2:24
10. Against the Grain – 2:09
11. Operation Rescue – 2:08
12. God Song – 1:38
13. 21st Century (Digital Boy) – 2:50
14. Misery and Famine – 2:35
15. Unacceptable – 1:44
16. Quality or Quantity – 1:34
17. Walk Away – 1:52